# Никвигизе, Фока
Фока Никвигизе (руанда Phocas Nikwigize; 23 августа 1919 года, Королевство Руанда) — католический прелат, епископ Рухенгери с 5 сентября 1968 года по 5 января 1996 год.

## Биография
25 июля 1948 года Фока Никвигизе был рукоположён в священника.
5 сентября 1968 года Римский папа Павел VI назначил Фоку Никвигизе епископом Рухенгери. 30 ноября 1968 года состоялось рукоположение Фоки Никвигизе в епископа, которое совершил титулярный архиепископ Церцины и апостольский пронунций в Уганде Амелио Подджи в сослужении с епископом Кабгайи Андре Перроденом и епископом Рухенгери на покое Жозе Сибоманой.
5 января 1996 года подал в отставку.